# Visuilen
De visuilen (Ketupa) is een geslacht van vogels uit de familie uilen (Strigidae).

## Taxonomie
Sinds de jaren 1990, toen DNA-onderzoek naar de taxonomie van de vogels een steeds belangrijkere rol ging spelen, is het geslacht Ketupa ("Visuilen") als aparte clade omstreden. Moleculair fylogenetische studies gepubliceerd in 2020 en 2021 wezen uit dat soorten die vroeger werden ingedeeld bij het nauw verwante geslacht Bubo één gemeenschappelijke voorouder deelden met soorten uit Ketupa, waarna 9 soorten daarom werden  overgeheveld. Het geslacht bestaat nu uit 12 soorten.

## Soorten
- Ketupa blakistoni – Blakistons visuil
- Ketupa coromanda – Coromandeloehoe
- Ketupa flavipes – Himalayavisuil
- Ketupa ketupu – Maleise visuil
- Ketupa lactea – Verreauxs oehoe
- Ketupa leucosticta – Akoenoehoe
- Ketupa nipalensis – Bosoehoe
- Ketupa philippensis – Filipijnse oehoe
- Ketupa poensis – Kleine oehoe
- Ketupa shelleyi - Shelleys oehoe
- Ketupa sumatrana - Maleise oehoe
- Ketupa zeylonensis – Bruine visuil